# Lower Miers Stream
Koordinaten: 78° 7′ S, 164° 9′ O
Der Lower Miers Stream ist ein Fluss im ostantarktischen Viktorialand. Er fließt vom Lake Miers im Miers Valley der Denton Hills zum Koettlitz-Gletscher.
Das New Zealand Antarctic Place-Names Committee benannte ihn 1993 in Anlehnung an die Benennung des Sees, aus dem er entspringt.